# Virgin Radio Hits Switzerland
Virgin Radio Hits Switzerland (zeitweise auch als Virgin Radio Switzerland bezeichnet) war ein in der Schweiz verbreitetes Privatradio mit Sitz in Zürich. Der Sender wurde am 17. Januar 2018 unter der Dachmarke Virgin Radio Switzerland gemeinsam mit dem Partnersender Virgin Radio Rock Switzerland von AZ Medien TV & Radio gestartet. Seit dem 1. Oktober 2018 gehörte der Sender zu CH Media, das von AZ Medien und der NZZ-Mediengruppe als Joint Venture gegründet wurde.
Der Sender stellte seinen Betrieb am 25. November 2021 ein.

## Geschichte und Programm
Der Sender ging am 17. Januar 2018 auf Sendung und wurde am 25. November 2021 eingestellt. Geboten wurde ein 24-Stunden-Programm mit einer moderierten Morgenshow Virgin Radio Wake Up von 6.00 Uhr bis 9.00 Uhr. Gemäss den Zahlen aus den Mediapulse Radio Data für das 1. Semester 2021 gehörte Virgin Radio Hits Switzerland zu den 30 grössten Privatradios der Schweiz mit einer täglichen Reichweite von rund 37'000 Hörern (Mo–So).
Der Musikclaim der Station lautete «Beats & Hits». Dementsprechend spielte Virgin Radio Hits Switzerland ein Urban-CHR-Format.
Nach der Sendereinstellung war seit dem 26. November 2021 auf dem DAB+ Sendeplatz von Virgin Radio Hits Switzerland ein vorübergehendes «Weihnachts-Hitradio» zu hören. CH-Media kündigte an, dass ab 2022 dort ein «komplett neues Programm» zu hören sein wird. Seit Februar 2022 ist auf dem Sendeplatz der CH-Media-Radiosender Flashback FM zu hören.

## Programm

### Morgenshow
«Virgin Radio Wake Up» war das Aushängeschild des Senders und wurde von Montag bis Freitag von 6.00 bis 9.00 Uhr ausgestrahlt. Präsentiert wurde die Morgenshow von Younes Saggara und Tina Umbricht.

### VOLL DRI - 100% Schwiiz Rap
Jeden Montag von 18:00–19:00 Uhr gab es die Show «VOLL DRI - 100% Schwiiz Rap» mit Mira Weingart und Raoul Hüppi.

### FridayNite – Beats Nonstop
Jeden Freitag von 20.00 bis 24.00 Uhr spielte Virgin Radio Hits Switzerland Mix-Shows von Star-DJ Lost Frequencies und EDX. Am ersten Freitag des Monats mixte Host DJ Antoine die Tables.